# Скелі-кораблі
Скелі-Кораблі або Елькє́н-Кая́ (крим. Elken Qaya) — скелі в Керченському районі Автономної Республіки Крим, за 3.8 км від озера Кояського і 4 км від мису Опук. Входять до складу аквального комплексу. Статус пам'ятки природи присвоєно Рішенням виконавчого комітету Кримської обласної Ради народних депутатів від 22.02.1972 № 97.

## Опис
Комплекс налічує 5 скель — меотичних вапнякових рифів (Елькен-Кая, Каравія, Петра-Каравія, Ельчен-Кая і одна безіменна, що затоплюється), висотою 10-20 м. На скельній групі встановлено пам'ятний обеліск на честь двох зниклих безвісти радянських офіцерів, які встановили на скелях маяк для коректування артилерійського вогню.
Плавання поруч зі скелями небажане через безліч рифових виступів. Найкраще скельний комплекс видно з узбережжя і мису Опук.
Про скелі та їх походження існує кілька кримських легенд.
Біля скель мешкає безліч крабів і мідій.